# اس‌ام یوبی-۲۴
اس‌ام یوبی-۲۴ (به انگلیسی: SM UB-24) یک زیردریایی بود. این زیردریایی در سال ۱۹۱۵ ساخته شد.